# 喜多川諦道
喜多川 諦道（きたがわ たいどう、1898年 - 1974年4月10日）は、大分県出身の日本の高野山真言宗の僧。高野山米国別院第3代主監・布教師。

## 来歴

### 渡米前
大分県で生まれる。8歳で出家。13歳で高野山の普賢院に弟子入りして修行を始める。当時の普賢院の住職は、政界や財界に懇意で大隈重信、有栖川宮家君主、高松宮もその一人。このことから諦道は大隈重信ら各界の重鎮やプリンス、プリンセス(お嬢様・姫君)や大御所に可愛がられる。そして海外に興味を持つ。

### 滞米中
1923年9月15日に船でアメリカに渡る予定だったが関東大震災で延期。永田秀次郎に頼まれ、高野山で犠牲者を供養。翌1924年2月にアメリカに渡る。
ロサンゼルスの大師教会（現、高野山米国別院）に挨拶に行き参拝したところ、主監に手伝いを頼まれて滞留することになる。それから主監は帰国する。次の主監が来るまで大師教会を任されるが来なかったため、諦道が日本に住む妻を呼び寄せて3代目の主監になる。
1924年から1934年までの10年間、主監を務める。
ボーイスカウト第379隊を結成する。諦道は人種差別の無いボーイスカウトのスポンサーになる。この隊は米国で最も優秀と選ばれて、諦道は大統領に謁見する。現在のボーイスカウト第379隊は二世週日本祭で先頭を行進している。この隊の初代チャプレンは諦道となっている。
諦道の日本への帰国の際には滞留を求める署名運動が起き、新聞の記事にもなる。1933年8月26日に帰国。

### 日本に帰国
1946年から1949年までプロ野球球団・ゴールドスター（→金星スターズ→大映スターズ）のマネージャーを務める。
1960年頃、大阪の繁華街でぜんざいを出す店を営む。

## 親族
長男は喜多川真一、次男はジャニー喜多川（喜多川擴）、長女はメリー喜多川（藤島メリー泰子、旧姓：喜多川）、孫に藤島ジュリー景子がいる。
長女のメリーの親族にホリプロ創業者の堀威夫の弟がいる。